# Monkey Island (album)
Albums de The J. Geils Band
Blow Your Face Out
(1976) Sanctuary
(1978)
Singles
1. You're the Only One
Sortie : 1977
2. Surrender
Sortie : 1977

Monkey Island est le neuvième album, le septième enregistré en studio, du groupe de rock américain, The J. Geils Band. L'album paru sous le nom de "Geils" le 9 juin 1977 sur le label Atlantic Records et fut produit par le groupe.
Il est le dernier album pour Atlantic Records, le groupe signa pour EMI pour l'album suivant.
L'album se classa à la 51e place du Billboard 200 et le single "You're the Only One" se classa à la 83e place du Billboard Hot 100. La chanson I Do dans sa version en public de l'album Showtime! se classa à la 24e place du Hot 100 en 1983.

## Liste des titres
Toutes les chansons sont signées par Peter Wolf and Seth Justman sauf indications.
1. Surrender – 3:49
2. You're the Only One – 3:05
3. I Do (Melvin Mason, Johnny Paden, Frank Paden, Alfred Smith, Willie Stephenson) – 3:09
4. Somebody – 5:13
5. I'm Falling – 5:41
6. "Monkey Island – 9:02
7. I'm Not Rough (Louis Armstrong) – 3:03
8. So Good – 3:19
9. Wreckage – 5:23

## Musiciens

### The J. Geils Band
- Peter Wolf: chant
- Seth Justman: claviers, chœurs
- J. Geils: guitares
- Magic Dick: harmonica, trompette
- Danny Klein: basse
- Stephen Jo Bladd: batterie, percussions, chœurs

### Musiciens additionnels
- Michael Brecker:saxophone, saxophone ténor sur "I'm Falling"
- Ron Cuber: saxophone
- Lew Del Canto: saxophone
- Franck Vicari: saxophone
- Randy Brecker: trompette
- Alan Rubin: trompette
- Lew Soloff: trompette
- Cissy Houston: chant sur "Surrender"
- Barbara Ingram, Harriet Thorpe, Evette Benton: chœurs sur "So Good"
- Luther Vandross, G. Diane Sumler, Michelle Cobbs, Theresa V. Reed: chœurs sur "Surrender" et "Monkey Island"

## Charts
Album
| Pays       | Durée du classement | Meilleur classement |
| ---------- | ------------------- | ------------------- |
| États-Unis | 17 semaines         | 51e                 |

Single
| Année | Single | Chart   | Durée du classement | Position |
| ----- | ------ | ------- | ------------------- | -------- |
| 1983  | I Do   | Hot 100 | 14 semaines         | 24e      |